# Paroisse de West Isles
La paroisse de West Isles (littéralement îles de l'Ouest en anglais) est à la fois une paroisse civile et un ancien district de services locaux (DSL) canadien du comté de Charlotte, au sud-ouest du Nouveau-Brunswick. Dans le cadre de la réforme de la gouvernance locale du 1er janvier 2023, le DSL a été annexé au district rural du Sud-Ouest.

## Géographie
West Isles est situé à 70 kilomètres à vol d'oiseau à l'ouest de Saint-Jean, au bord de la baie de Fundy. Le DSL a une superficie de 37,93 km2.
West Isles est un territoire insulaire, dont la plus grande île est l'île Deer.

### Hameaux et lieux-dits
La paroisse comprend les hameaux de Chocolate Cove, Cummings Cove, Fairhaven, Hersonville, Lamberts Cove, Lambertville, Leonardville, Lords Cove, Northern Harbour, Richardson et Stuart Town.

## Histoire
Les Français fonde l'établissement de La Treille en 1689 à l'île Indian. Il est abandonné après sa destruction par Benjamin Church en 1704. Ce dernier note la présence de Passamaquoddys sur cette île.
James Boyd, originaire de la Nouvelle-Angleterre, s'établit à l'île Indian en 1763, suivi par d'autres colons. L'île devient rapidement un lieu de commerce important. D'ailleurs, l'île Marvel, reliée à celle-ci au sud, est probablement le site de l'établissement Simonds & White de 1763 à 1770. Le capitaine Ferrel, aussi originaire de la Nouvelle-Angleterre, achète l'île Deer et s'établit à Chocolate Cove en 1770. Il est rapidement rejoint par des pêcheurs de la Nouvelle-Angleterre, des membres de la colonie Owen de île Campobello, des Loyalistes et des immigrants. La pêche favorise la croissance de la population. Plusieurs îles sont concédées à des Loyalistes mais des gens d'origines diverses colonisent le reste du territoire.
La paroisse de West Isles est érigée en 1786.
La municipalité du comté de Charlotte est dissoute en 1966. La paroisse de West Isles devient un district de services locaux en 1967.
L'école communautaire Deer Island est inaugurée en 1986.

## Démographie
(août 2016).
D'après le recensement de Statistique Canada, il y avait 851 habitants en 2001, comparativement à 851 en 1996. La paroisse compte 494 logements privés, a une superficie de 37,93 km² et une densité de population de 22,4 habitants au km².

## Économie
Entreprise Charlotte, membre du Réseau Entreprise, a la responsabilité du développement économique.

## Administration

### Comité consultatif
En tant que district de services locaux, West Isles est administré directement par le Ministère des Gouvernements locaux du Nouveau-Brunswick, secondé par un comité consultatif élu composé de cinq membres dont un président.

### Commission de services régionaux
La paroisse de West Isles fait partie de la Région 10, une commission de services régionaux (CSR) devant commencer officiellement ses activités le 1er janvier 2013. Contrairement aux municipalités, les DSL sont représentés au conseil par un nombre de représentants proportionnel à leur population et leur assiette fiscale. Ces représentants sont élus par les présidents des DSL mais sont nommés par le gouvernement s'il n'y a pas assez de présidents en fonction. Les services obligatoirement offerts par les CSR sont l'aménagement régional, l'aménagement local dans le cas des DSL, la gestion des déchets solides, la planification des mesures d'urgence ainsi que la collaboration en matière de services de police, la planification et le partage des coûts des infrastructures régionales de sport, de loisirs et de culture; d'autres services pourraient s'ajouter à cette liste.

### Représentation et tendances politiques
Nouveau-Brunswick: West Isles fait partie de la circonscription provinciale de Charlotte-Les-îles, qui est représentée à l'Assemblée législative du Nouveau-Brunswick par Rick Doucet, du Parti libéral. Il fut élu en 2006 et réélu en 2010.
 Canada: West Isles fait partie de la circonscription électorale fédérale de Nouveau-Brunswick-Sud-Ouest, qui est représentée à la Chambre des communes du Canada par Gregory Francis Thompson, ministre des Anciens Combattants et membre du Parti conservateur. Il fut élu lors de la 40e élection fédérale, en 1988, défait en 1993 puis réélu à chaque fois depuis 1997.

## Vivre dans la paroisse de West Isles
L’école communautaire Deer Island, à Lord's Cove, accueille les élèves de la maternelle à la 8e année. C'est une école publique anglophone faisant partie du district scolaire #10. Il n'y a aucune école francophone dans le comté, les plus proches étant à Saint-Jean ou Fredericton. Les établissements d'enseignement supérieurs les plus proches sont quant à eux situés dans le Grand Moncton.
L'île Deer possède une clinique médicale publique ainsi qu'un poste d'Ambulance Nouveau-Brunswick et une caserne de pompiers. La ville possède un poste de la Gendarmerie royale du Canada. Il dépend du district 1, dont le bureau principal est situé à Saint-George. Il y a deux bureau de poste, l'un à Leonardville et l'autre à Richardson, ainsi qu'un comptoir postal à Fairhaven.
Stuart Town possède un port, géré par la Harbour Authority of Deer Island.
Les anglophones bénéficient du quotidien Telegraph-Journal, publié à Saint-Jean, et de l'hebdomadaire Saint Croix Courier, publié à Saint-Stephen. Les francophones ont accès par abonnement au quotidien L'Acadie nouvelle, publié à Caraquet, ainsi qu'à l'hebdomadaire L'Étoile, de Dieppe.

## Culture

### Personnalités
- Andrew Wesley Stuart (1902-1984), homme politique